# 松本ジャンクション
松本ジャンクション（まつもとジャンクション）は、長野県松本市島立で事業中の、長野自動車道と中部縦貫自動車道を接続するジャンクション (JCT) である。名称は仮称である。

## 概要
すでに整備計画が採択されている中部縦貫自動車道松本波田道路の起点であるが、長野自動車道建設時と同様に、松本市農業委員会および地元農家・松本ハイランド農協による反対や、並行して整備予定の国道158号バイパスの建設が止まっていたため、整備が遅れている。国道158号バイパス建設は、2013年（平成25年）2月に5年ぶりに再開された。
同年12月に、国土交通省長野国道事務所が、松本波田道路（5.3 km、4車線、幅約20 m、高さ6 mを超す盛土区間と橋梁部からなる）建設に向けての地元説明会を行った。
当初は長野道の上空を2本のランプが通過する計画だったが、景観に配慮し長野道の下を通過させジャンクションの高さを抑える構造に変更された。

## 歴史
- 2019年（平成31年/令和元年）度 : 松本JCTの用地交渉が開始[5]。
- 未定 : 中部縦貫道・松本JCT - 波田IC間開通に伴い供用開始予定。

## 位置
長野自動車道 22.6 キロポスト付近

## 隣
E19 長野自動車道
(3) 塩尻北IC - 神林BS - 松本JCT（事業中） - (4) 松本IC/BS
E67 中部縦貫自動車道（松本波田道路）
松本JCT（事業中） - 波田IC（事業中）